# Dolno Jabolčište
Dolno Jabolčište (makedonsky: Долно Јаболчиште, albánsky: Katundi i Poshtëm) je vesnice v Severní Makedonii. Nachází se v opštině Čaška ve Vardarském regionu.

## Geografie
Vesnice leží na horním toku řeky Topolka a její katastr lehce zasahuje i do Skopského regionu. Obec je hornatá a leží v nadmořské výšce 700 metrů. Od města Veles je vzdálená 40 km. Ve městě se nachází první stupeň základní školy a kolem vesnice vedou stezky pro cyklistickou turistiku.

## Historie
Podle osmanských sčítacích listin z let 1568/69 byla vesnice spolu s Gorno Jabolčište čistě křesťanskou komunitou.
Podle záznamů Vasila Kančova z roku 1900 zde žilo 400 albánských obyvatel, vyznávajících islám.
V roce 1942 došlo ve vesnici k masakru, kdy bylo 11 jejích obyvatel zabito bulharskou armádou, jelikož byli podezřelí ze spolupráce s partyzánskou skupinou Dimitara Vlachova.
Během občanského vojenského konfliktu v roce 2001 byli v červenci toho roku viděni muži v černých uniformách, o kterých místní tvrdí, že se jednalo o albánské teroristy. Jeden muž z města Veles se zde s teroristy potkal tváří v tvář, když přijel prodávat cibuli. Teroristé jej zadrželi, okradli a nakonec z vesnice vyhnali. Vyhrožovali mu, že do vesnice jako Makedonec již nesmí nikdy vstoupit. Toho času policie provedla razii ve vesnici Buzalkovo, která je rovněž osídlena Albánci. Místní obyvatelé tvrdí, že v těchto vesnicích je na hřbitovech nejvíc nových hrobů v celé zemi.
Mezi říjnem a listopadem roku 2001 došlo k několika dalším střetům. Taxikář, který ve vesnici vysazoval cestujícího, byl zastaven muži v černých uniformách. Na otázku ohledně své národnosti odpověděl, že je Makedonec. Muži mu náležitě vyčinili, že ve vesnici není pro lidi jako je on, místo. Na zpáteční cestě byl znovu těmito muži zastaven a bylo mu řečeno, že se jednalo o jeho první a také poslední cestu do tohoto místa.

## Demografie
Podle sčítání lidu z roku 2021 žije ve vesnici 1 047 obyvatel. Etnické skupiny jsou:
- Albánci – 1 021
- Bosňáci – 1
- ostatní – 25